# Tortilla Flat
Tortilla Flat (1935) (Brasil: Boêmios Errantes / Portugal: O milagre de S. Francisco) é uma das primeiras obras de John Steinbeck que se passa em Monterey, na Califórnia. O romance foi o primeiro sucesso claro de crítica e comercial do autor.
Foi traduzida para o português sob o nome "Boêmios Errantes" - é um romance leve, divertido e com doses de dramaticidade, trazendo como personagens principais Danny e seus amigos em seu dia-a-dia nada produtivo.
Danny herda uma propriedade, se tornando rapidamente o centro dos acontecimentos em Tortilla Flat. Não sendo por natureza um bom empreendedor, o mesmo trata de dilapidar esse patrimônio juntamente com seus companheiros, seja para matar a interminável sede de vinho ou para conseguir uma moça interessante. Ao longo do percurso várias figuras passam pela vida de Danny, sempre participando de seus dias de ócio e de não raras confusões.
Steinbeck utilizou-se de uma boa dose de seu tom irônico aliada a um humor inteligente, dando vida a este livro e tornando-o um de seus clássicos.
O livro retrata um grupo de paisanos - literalmente, conterrâneos - um pequeno grupo de amigos errantes, que curtem a vida e vinho nos dias após o término da Grande Guerra. 
Tortilla Flat serviu de guião a um filme em 1942.  Steinbeck voltaria mais tarde a focar alguns dos  mais pobres moradores de Monterey (embora não os hispânicos paisanos de Tortilla Flat) no seu romance Cannery Row (1945).

## Introdução ao enredo
Acima de Monterrey, na costa da Califórnia, encontra-se o envelhecido lugar de Tortilla Flat, habitado por um bando solto de desempregados locais de variada origem, mexicana, índia, espanhola e caucasiana, mas que em geral se afirmam como de puro sangue hispânico.
A personagem central, Danny, herda duas casas do seu avô, para onde ele e os seus amigos vão viver. Steinbeck compara a casa de Danny e os seus amigos à Távola Redonda e aos Cavaleiros da Távola Redonda. Grande parte da acção ocorre no tempo da idade adolescente e de jovem adulto do próprio Steinbeck, pouco tempo depois da I Guerra Mundial.

## Títulos dos capítulos
Os seguintes títulos de capítulo da obra delineiam as aventuras porque passa o grupo de  alcoólicos a fim de encontrar amizade e vinho tinto.
1 Como Danny, de regresso a casa vindo da guerra, verifica que se tornou herdeiro e como jurou proteger os indefesos.
2 Como Pilon foi forçado pela ganância a abandonar a hospitalidade de Danny.
3 Como o veneno da posse contaminou Pilon e como temporariamente o mal triunfou sobre ele.
4 Como Jesus Maria Corcoran, um bom homem, se tornou um veículo não desejado do mal.
5 Como Saint Francis inverteu a maré e deu um castigo suave a Pilon, Pablo e Jesus Maria.
6 Como três homens pecadores, através da contrição, obtiveram a paz. Como os amigos de Danny juraram camaradagem.
7 Como os amigos de Danny se tornaram numa força do bem. Como eles socorreram o pobre pirata.
8 Como os amigos de Danny procuraram o tesouro místico na véspera de S. André. Como Pilon o achou e mais tarde como um par de calças de sarja mudou de dono duas vezes.
9 Como Danny ficou enredado por um aspirador e como os amigos de Danny o resgataram.
10 Como os amigos confortaram um cabo e receberam em troca uma lição paternal de ética.
11 Como, sob as circunstâncias mais adversas, Big Joe Portagee encontrou o amor.
12 Como os amigos de Danny ajudaram o pirata a manter uma promessa e como, em recompensa pelo mérito, os cães do pirata tiveram uma visão mística.
13 Como os amigos de Danny se envolveram na ajuda de uma senhora aflita.
14 Da boa vida na casa de Danny, de um porco de presente, da dor do Bob Alto e do amor frustrado do viejo Ravanno. Porque as janelas não devem ser limpas.
15 Como Danny bloqueou e ficou como louco. Como o Diabo na forma de Torelli assaltou a casa de Danny.
16 A tristeza de Danny. Como com sacrifício os amigos de Danny deram uma festa. Como Danny foi traduzido.
17 Como os amigos tristes de Danny desafiaram as convenções. Como o vínculo talismã foi queimado. Como cada um dos amigos partiu sozinho.

## Análise crítica
Tortilla Flat foi um sucesso imediato para o editor de Steinbeck, Pascal Covici. Os direitos para um filme foram vendidos e tornados a vender muito antes do filme ter sido feito em 1942. Mas Steinbeck descobriu que muitos leitores não consideraram os paisanos com a generosidade da sua visão. Foram julgados por muitos como vagabundos – pitorescos talvez, excêntricos, mas vagabundos de qualquer modo. Esta avaliação magoou Steinbeck. Num prefácio a uma edição do livro na Biblioteca Moderna da Random House em 1937, ele escreveu: "...não me ocorreu que os paisanos eram curiosos ou catitas, despossuídos ou oprimidos. São pessoas que eu conheço e gosto, pessoas que se encaixam bem com o seu habitat... boas pessoas de riso e de bondade, de cobiças honestas e directos no olhar. Se lhes causei algum mal contando algumas das suas histórias, que me desculpem. Não vai acontecer novamente." Este prefácio não voltou a ser reimpresso.
No entanto, a crítica subsistiu. Philip D. Ortego, por exemplo, escreveu em 1973: "Poucos mexicano-americanos de Monterey se revêem hoje em 'Tortilla Flat ' como os seus antecessores se reviam há trinta e quatro anos atrás." Ortego também criticou que os mexicano-americanos não falam como as personagens de Steinbeck, tanto em espanhol como em inglês. Arthur C. Pettit (Images of the Mexican American in Fiction and Film, 1980) foi igualmente claro: Tortilla Flat permanece como o exemplo mais claro na literatura americana do bom selvagem... [Este] é o livro mais frequentemente citado como o protótipo do romance em língua inglesa sobre os mexicano-americanos...o romance contém personagens que não se afastam dos estereótipos mais negativos de mexicanos." Susan Shillingshaw citou Louis Owens, crítico de Steinbeck, como tendo dito que Steinbeck "não oferece muita coisa ao multiculturalismo. O seu tratamento de gente de cor deixa muito a desejar. Ele era um homem branco da classe média de Salinas, California. Era um produto do seu tempo." No seu ensaio, Steinbeck's Mexican Americans, Charles Metzger defendeu vincadamente a visão do escritor sobre os paisanos, mas observou o seguinte: "O retrato por Steinbeck dos paisanos em Tortilla Flat não pretende apresentar mais do que um tipo de mexicano-americano, o paisano errante, num só lugar, Monterey, e num dado momento, no fim da I Guerra Mundial."
Steinbeck usou frequentemente mitos e temas ou histórias bíblicas nos seus romances: Cup of Gold é uma releitura do mito do pirata Henry Morgan; Tortilla Flat e Cannery Row usam as fábulas do Rei Arthur. É sabido que o primeiro livro que captou a imaginação do jovem Steinbeck foi uma versão juvenil das histórias do Rei Artur. Quem lhe apresentou a versão de Thomas Malory da lenda arturiana foi a tia Molly, a estudiosa irmã da mãe dele, quando a visitou no verão de 1912. Joseph Fontenrose, crítico de Steinbeck, mostrou quão próximo Tortilla Flat está da saga arturiana, descobrindo os seguintes paralelismos:
- Artur herda um reino e de homem comum passa a ser o senhor da terra, da mesma forma que Danny herda duas casas e ganha um novo estatuto na comunidade.
- Artur tem inicialmente problemas com os reis e barões vassalos que se recusam a prestar homenagem, tal como Pilon e Pablo se recusam a pagar a renda a Danny.
- Artur reúne os cavaleiros na sua Távola Redonda e dá-lhes terras, da mesma forma que Danny dá aos seus amigos abrigo e um lugar para viver.
- Os cavaleiros fazem um juramento de devoção a Artur, que se compara com a promessa dos amigos de Danny de que o seu benfeitor nunca passará fome.
- Artur e os seus cavaleiros prestam atenção a Pelles, o rei mutilado e ao Graal que ele detém, que é semelhante à temática do pirata e do seu tesouro escondido.
- As cerimónias e símbolos da Igreja Católica também são chave na lenda arturiana e em Tortilla Flat.[3]

Em Tortilla Flat Steinbeck também expressa a sua filosofia do homem no grupo. Durante a depressão era difícil para uma família ficar unida financeira, espiritual e psicologicamente. Em retrospectiva, em Tortilla Flat, Steinbeck mostra os indivíduos (os cavaleiros) tornarem-se na casa de Danny (mesa-redonda) e que a casa de Danny faz parte de Tortilla Flat e que Tortilla Flat faz parte de uma maior Monterey e Monterey do mundo mais alargado. Steinbeck estava interessado no nascimento, sobrevivência e por fim na morte do grupo, uma falange – em que o eu que se torna em nós.  Na sua távola redonda de paisanos, em Tortilla Flat, ele imaginou o nascimento, vida e morte ideais da falange. A falange era uma ideia biológica/filosófica que Steinbeck e o seu amigo biólogo marinho Ed Ricketts discutiam durante o seu relacionamento. Steinbeck faz uso da concepção do grupo como organismo. As primeiras palavras do romance são: "Esta é a história de Danny e dos amigos de Danny e da casa de Danny. É uma história de como estes três se tornam numa coisa única…quando falamos da casa de Danny, temos de a entender como uma unidade em que as partes são homens, de que vem a doçura e a alegria, a filantropia e, no final, uma tristeza mística." O organismo de grupo é mais do que apenas a soma das suas partes, e as emoções das suas partes da unidade fundem-se numa emoção única do grupo"  No seu prefácio da edição de 1937 da Biblioteca Moderna, Steinbeck evocou o princípio ecológico de que um organismo se adapta ao seu ambiente: os paisanos são, escreve ele, "pessoas que se fundem com sucesso com o seu habitat. Nos homens isto é chamado de filosofia, e é uma coisa boa."